# 蛇首一
水蛇座α，又名CP-62 162，HD 12311、SAO 248474、HR 591，是水蛇座的一颗恒星，视星等为2.86，位于銀經289.45，銀緯-53.76，其B1900.0坐标为赤經1h 55m 37.1s，赤緯-62° -53.76′ 23″。